# Liste der Mitglieder der Deutschen Akademie der Naturforscher Leopoldina/1697
Die Liste der Mitglieder der Deutschen Akademie der Naturforscher Leopoldina für 1697 enthält alle Personen, die im Jahr 1697 zum Mitglied ernannt wurden. Insgesamt gab es fünf neu gewählte Mitglieder.

## Mitglieder
| Nr. | Name                        | Beiname      | Geboren       | Aufnahme | Gestorben     | Bild                    |
| --- | --------------------------- | ------------ | ------------- | -------- | ------------- | ----------------------- |
| 226 | Johann Jakob Franz Vicarius | Anaximander  | 1664          | 13. Jun. | 1716          |                         |
| 227 | Johann Baptista von Wenckh  | Lycus        |               | 24. Jun. |               |                         |
| 228 | Johann Michael Surgant      | Cleophantus  |               | 19. Sep. |               |                         |
| 229 | Johann Jakob Scheuchzer     | Acarnan I.   | 2. Aug. 1672  | 11. Nov. | 23. Juni 1733 | Johann Jakob Scheuchzer |
| 230 | Philipp Fraundorffer        | Herodicus I. | 30. Apr. 1663 | 30. Nov. | 1702          |                         |